# Jazz (álbum)
Jazz es el séptimo álbum de estudio de la banda de rock Queen, lanzado al mercado por EMI el 10 de noviembre de 1978. Es un trabajo con muchos matices dentro del rock inglés, este en particular es curiosamente llamativo ya que la banda junto a Roy Thomas Baker (coproductor de Jazz y más adelante de Live Killers) logró incluir una rara pero interesante selección de temas, lo que haría de este disco algo único.
El disco incluye varias innovaciones, con canciones como "Mustapha" donde la mayoría de las palabras que componen la letra son simples improvisaciones imitando la fonética persa, o "Jealousy" donde se incluyen arreglos de instrumentos indios y en "Dreamer's Ball" hay una tendencia notable hacia el blues, pero siempre manteniendo el sonido y estilo que caracterizó a la banda.
"Bicycle Race" y "Don't Stop Me Now" hoy en día forman parte de aquellos temas que caracterizan una época de la banda y del rock en general. En cuanto al primero fue en aquel entonces un tema polémico, no por la letra, sino por su vídeo donde se muestran decenas de chicas desnudas andando en bicicleta. Y con respecto al segundo, fue el tema que le abrió a Queen las puertas de par en par al mercado de los Estados Unidos.
Cabe destacar que en cuanto a la composición general de este LP todos los integrantes tuvieron una gran participación, además de la labor destacable de John Deacon al escribir (cosa inusual dado que la mayoría de las letras fueron escritas por Mercury y May). Se dice que Roger Taylor habría diseñado la parte artística inspirándose en un dibujo en el muro de Berlín que acabaría inspirando la portada del disco.

## Reedición del 2011
En marzo de 2011, se lanzó una reedición remasterizada y ampliada del álbum. Esto era parte de un nuevo contrato discográfico entre Queen y Universal Music, lo que significaba que la asociación de Queen con EMI Records llegaría a su fin después de casi 40 años. 
Todos los álbumes de Queen fueron remasterizados y reeditados en 2011. 
La edición de lujo contiene cinco pistas adicionales en un EP separado. 
El segundo lote de álbumes (los cinco álbumes intermedios de la banda) se lanzaron en junio de 2011. Las pistas adicionales incluyeron la versión sencilla de "Fat Bottomed Girls", una versión instrumental de "Bicycle Race", una versión de "Don't Stop Me Now" con "guitarras perdidas hace mucho tiempo", una versión en vivo de "Let Me Entertain You" del concierto de Montreal en 1981 y una primera toma acústica de "Dreamer's Ball".
La reedición de 2011 corrigió el problema de la cinta al comienzo de "Fat Bottomed Girls" que había estado presente en todas las ediciones anteriores en disco compacto del álbum (así como en el álbum recopilatorio de 1997 Queen Rocks) sin embargo, también agregó una parte de bombo que no se había utilizado anteriormente a la pista "Jealousy", lo que hace que la pista suene drásticamente diferente de todos los lanzamientos anteriores.

## Lista de canciones
| CD  |                           |              |          |  |
| N.º | Título                    | Escritor(es) | Duración |  |
| 1.  | «Mustapha»                | Mercury      | 3:02     |  |
| 2.  | «Fat Bottomed Girls»      | May          | 4:20     |  |
| 3.  | «Jealousy»                | Mercury      | 3:12     |  |
| 4.  | «Bicycle Race»            | Mercury      | 3:00     |  |
| 5.  | «If You Can't Beat Them»  | Deacon       | 4:15     |  |
| 6.  | «Let Me Entertain You»    | Mercury      | 3:00     |  |
| 7.  | «Dead on Time»            | May          | 3:24     |  |
| 8.  | «In Only Seven Days»      | Deacon       | 2:31     |  |
| 9.  | «Dreamer's Ball»          | May          | 3:30     |  |
| 10. | «Fun It»                  | Taylor       | 3:30     |  |
| 11. | «Leaving Home Ain't Easy» | May, Deacon  | 3:12     |  |
| 12. | «Don't Stop Me Now»       | Mercury      | 3:31     |  |
| 13. | «More of That Jazz»       | Taylor       | 4:11     |  |

| Bonus Hollywood Records 1991 |                                         |              |          |  |
| N.º                          | Título                                  | Escritor(es) | Duración |  |
| 14.                          | «Fat Bottomed Girls (1991 Bonus Remix)» | May          | 4:22     |  |
| 15.                          | «Bicycle Race (1991 Bonus Remix)»       | Mercury      | 4:59     |  |

| CANCIONES EXTRA |                                                |              |          |  |
| N.º             | Título                                         | Escritor(es) | Duración |  |
| 1.              | «Mustapha (Intro)»                             | Mercury      | 0:26     |  |
| 2.              | «Fat Bottomed Girls (Single Version)»          | May          | 3:20     |  |
| 3.              | «Fat Bottomed Girls (Hollywood Records Remix)» | May          | 4:22     |  |
| 4.              | «Fat Bottomed Girls (Live at the Bowl'82)»     | May          | 5:25     |  |
| 5.              | «Bicycle Race (Instrumental)»                  | Mercury      | 3:00     |  |
| 6.              | «Bicycle Race (Hollywood Records Remix)»       | Mercury      | 4:55     |  |
| 7.              | «Let Me Entertain You (Instrumental Intro)»    | Mercury      | 0:50     |  |
| 8.              | «Let Me Entertain You (Japan'79)»              | Mercury      | 2:48     |  |
| 9.              | «Let Me Entertain You (Montreal'81)»           | Mercury      | 2:49     |  |
| 10.             | «Dreamer's Ball (Early Take'78)»               | May          | 3:36     |  |
| 11.             | «Don't Stop Me Now (With Long Lost Guitars)»   | Mercury      | 3:30     |  |
| 12.             | «More of That Jazz (Instrumental)»             | Taylor       | 4:30     |  |